# Vente en l'état futur d'achèvement
La vente en l'état futur d'achèvement, parfois abrégé VEFA est, en droit civil français, un contrat utilisé dans la vente d'immobilier à construire, issu initialement de la loi n° 67-3 du 3 janvier 1967, complétée par le décret n° 67-1166 du 22 décembre 1967 et codifié aux articles  L. 261-1 et suivants, L. 263-1 et suivants pour la partie législative, et R. 261-1 et suivants et R. 263-1 et suivants pour la partie réglementaire, du code de la construction et de l'habitation.
Le contrat VEFA est régulièrement appelé « vente sur plan » étant donné que lors de sa signature, en général, la construction n'a pas encore démarré.
Elle concerne aussi bien des appartements que des maisons. Le contrat VEFA est moins protecteur que la CCMI[réf. nécessaire].

## Présentation
Selon l'article 1601-3 du code civil :
« La vente en l'état futur d'achèvement est le contrat par lequel le vendeur transfère immédiatement à l'acquéreur ses droits sur le sol ainsi que la propriété des constructions existantes. Les ouvrages à venir deviennent la propriété de l'acquéreur au fur et à mesure de leur exécution ; l'acquéreur est tenu d'en payer le prix à mesure de l'avancement des travaux. Le vendeur conserve les pouvoirs de maître de l'ouvrage jusqu'à la réception des travaux. »
— Article 1601-3 du code civil
Dans le cadre d'une VEFA relative à un bien à usage d'habitation ou d'habitation et professionnel et lorsque le contrat paiement des paiements du prix progressivement à l'avancement de la construction, le promoteur doit se doter d'une garantie financière d'achèvement (GFA) ou une garantie financière du remboursement des versements effectués si le contrat venait à être annulé parce que l'immeuble n'a pas été achevé, ce qui garantit l'acquéreur en VEFA de la maison ou de l'appartement qu'en cas de défaillance du promoteur, le financement de l'achèvement de l'immeuble est garanti.
Le contrat, obligatoirement notarié, précise notamment le délai de livraison prévisionnelle. Néanmoins, de nombreuses difficultés sont constatées sur le respect de ce délai de livraison, où le promoteur peut justifier un retard de livraison par des difficultés présentées comme objectives, et qui peuvent être sources de procès, L’acquéreur a donc intérêt à vérifier que le contrat VEFA qu'il envisage de signer comprend des clauses prévoyant des pénalités journalières significatives en cas de retard du constructeur…
Le constructeur doit informer de manière loyale le consommateur qui achète un bien de VEFA , il est tenu à une obligation de renseignement.
Le contrat de réservation engage le promoteur à construire et livrer le bâtiment conforme au plan, au regard de : 
- la surface habitable ;
- le nombre de pièces principales ;
- les dégagements et dépendances ;
- la qualité de la construction ;
- la description des éléments d’équipement ;
- la description des éléments collectifs.

## Contrat préliminaire
Le contrat préliminaire ou contrat de réservation, peut prévoir que l'acquéreur se réserve l'exécution de travaux de finition ou d'installation d'équipements qu'il se procure par lui-même. . Le contrat comporte alors une clause en caractères très apparents stipulant que l'acquéreur accepte la charge, le coût et les responsabilités qui résultent de ces travaux, qu'il réalise après la livraison de l'immeuble. Un arrêté du 28 octobre 2019 donne la liste limitative des travaux qui peuvent être concernés. Le contrat préliminaire est établi sous-seing privé il doit au moins comporter : la localisation exacte et le descriptif du bien, la notice descriptive sommaire des matériaux, des éléments d'équipement etc.., le prix de vente, la date de signature de vente définitive, le délais d’exécution des travaux, les conditions de dépôt de garantie, les conditions suspensives, un rappel des conditions de renonciation ainsi que les prêts éventuellement proposés par le promoteur.
Il faut bien séparer le VEFA dont le bien appartient d'abord au promoteur puis l'acquéreur en prend possession le jour de la  livraison de la CCMI (celui qui fait construire la maison est propriétaire dès le premier instant. De nombreuses méprises ont lieu entre CCMI et VEFA portant notamment sur les indemnités en cas de retard.
Par exemple, si le contrat de construction de maison individuelle (CCMI) comprend obligatoirement une clause d'indemnité d'au moins 1/3000e du prix du logement neuf par jour de retard , ce n'est pas le cas du contrat de VEFA où cette clause n'est pas obligatoire (mais peut être négociée lors de l'acte de vente ou après). En l'absence d'une telle clause, l'indemnisation à réclamer sera celle du préjudice économique et du préjudice moral, dont les montants devront être justifiés devant le juge

## Risques pour les particuliers
De multiples particuliers souffrent de retard dans la livraison de leurs biens en VEFA. L'acheteur doit donc être très vigilant et bien se renseigner sur le promoteur avant d'acheter. L'acheteur doit en général payer les frais de justice mais aussi les loyers de son appartement d'habitation et les mensualités des crédits de la maison individuelle en litige.
.Parmi les cas les plus médiatisés on trouve des acquéreurs d'Antibes , Bonnerveine,, Septèmes-les-Vallons ou de Cutry,.

## Réception
À la réservation du logement le promoteur donne une notice descriptive listant ses caractéristiques : nature et qualité des matériaux, équipements, etc. Ce descriptif devient définitif lors de la signature chez le notaire. Même si le promoteur peut utiliser des éléments de qualité équivalente, il faut tout vérifier (du sol au plafond) au moment de la livraison. S'il y a un défaut de conformité (des fenêtres plus petites que prévu), il faut faire des réserves. S'il y a des malfaçons (moquette à la place du carrelage), cela sera aussi des réserves.
Le seul motif de ne pas prendre le bien est que le bien soit impropre à sa destination (impossible à habiter dans le cadre d'une habitation ou impossible de garer une voiture). Une fois livrée, le propriétaire a un mois pour faire parvenir de nouvelles réserves au promoteur, qu'elle soit esthétique (dans le cadre de la garantie de parfait état d'achèvement (dite GPA), ou pratique (dysfonction).
La réception doit être réalisée minutieusement s : il faut faire la visite en plein jour et vérifier toutes les finitions ainsi que tous les équipements. Il peut être nécessaire de demander à un huissier d'intervenir La liste des vices peut être complétées pendant les 30 jours suivant la réception, envoyée alors pour courrier recommandé. Le constructeur a un an pour réaliser les travaux. Si une action devant les tribunaux n'est pas intentée dans l'année qui suit, les réserves sont soumises à forclusion, elles ne sont plus opposables au promoteur devant la justice. Un courrier de recommandé ne suffit pas pour interrompre ce délai de forclusion.
Il est souhaitable de se faire accompagner d'un expert pour faire une description précise des réserves ; la période de 30 jours pour compléter la liste reste valide en VEFA (ce qui n'est pas le cas dans les Contrats de Construction de Maison Individuelle).
Il est important de respecter les délais : envoyer le recommandé avant la fin des 30 jours, et si nécessaire agir en justice avant un an.
L'état d'avancement classique des travaux généralement  sera le suivant, toutefois, il sera celui du contrat signé entre le promoteur et le client :
| STADE D'AVANCEMENT             | ÉCHELONNEMENT | CUMUL |
| ------------------------------ | ------------- | ----- |
| Ouverture du chantier          | 20 %          | 20 %  |
| Achèvement des fondations      | 15 %          | 35 %  |
| Première dalle de béton        | 20 %          | 55 %  |
| Murs en élévation              | 10 %          | 65 %  |
| Hors d'eau                     | 5 %           | 70 %  |
| Menuiseries extérieures posées | 15 %          | 85 %  |
| Achèvement                     | 10 %          | 95 %  |
| Mise à disposition             | 5 %           | 100 % |

## Garantie de parfait achèvement
La garantie de malfaçon couvre tous les désordres, que ce soient des malfaçons ou des défauts de conformité. Ces derniers sont de deux types : les désordres apparents qui doivent être réservés au procès-verbal le jour de la réception, esthétiques ou non, et les problèmes révélés lors de l'année de la réception qui doivent être signalés par courrier recommandé dans l'année de la réception.
L'article R. 261-14 du code de la construction et de l'habitation autorise l'acquéreur à consigner 5 % du prix d'achat. Cette consignation se fera avant la livraison auprès, en France, de la Caisse des dépôts ou Consignation ou d'un notaire. Ces 5 % seront débloqués après la fin des travaux et la lever des réserves. Pour les autres désordres, il est possible de faire une action en justice si les travaux ne sont pas exécutés dans les temps. En fonction de la contestation des réserves, l'action sera au fonds ou en référé.

## Liste des garanties
En plus de la garantie de parfait achèvement qui dure un an, il y a la garantie de parfait achèvement d'isolation phonique (1 an), la garantie de bon fonctionnement (2 ans), la garantie décennale  ou  l'assurance dommages ouvrage. Il existe aussi la GFA instituée par la Loi Duflot, .

## Loi Duflot
La loi Duflot du 1er juillet 2013 oblige désormais l'établissement d'une garantie financière extrinsèque (par société d'assurance ou de crédits, ou par un accord de crédit par un établissement bancaire) ou intrinsèque.
L'ordonnance no 2013-890 du 3 octobre 2013 relative à la garantie financière en cas de vente en l’état futur d’achèvement a supprimé la garantie intrinsèque à compter du 1er janvier 2015 (opérations pour lesquelles la demande de permis de construire est déposée à compter du 1er janvier 2015),. La garantie extrinsèque est désormais la norme : une garantie financière apportée par un tiers (organisme bancaire ou assureur) est exigée et prendra la relève du promoteur défaillant, pour apporter les fonds nécessaires à l’achèvement des travaux.